# 28e cérémonie des Screen Actors Guild Awards
La 28e cérémonie des Screen Actors Guild Awards (SAG Awards), décernés par la Screen Actors Guild, a lieu le 27 février 2022 et récompense les acteurs et actrices du cinéma et de la télévision ayant tourné en 2021.
Les nominations sont annoncées le 12 janvier 2022.

## Palmarès

### Cinéma

#### Meilleur acteur
- Will Smith pour le rôle de Richard Williams dans La Méthode Williams (King Richard)
  - Javier Bardem pour le rôle de Desi Arnaz dans Being the Ricardos
  - Benedict Cumberbatch pour le rôle de Phil Burbank dans The Power of the Dog
  - Andrew Garfield pour le rôle de Jonathan Larson dans Tick, Tick... Boom!
  - Denzel Washington pour le rôle de Macbeth dans Macbeth (The Tragedy of Macbeth)

#### Meilleure actrice
- Jessica Chastain pour le rôle de Tammy Faye Messner dans Dans les yeux de Tammy Faye (The Eyes of Tammy Faye)
  - Olivia Colman pour le rôle de Leda dans The Lost Daughter
  - Lady Gaga pour le rôle de Patrizia Reggiani dans House of Gucci
  - Jennifer Hudson pour le rôle de Aretha Franklin dans Respect
  - Nicole Kidman pour le rôle de Lucille Ball dans Being the Ricardos

#### Meilleur acteur dans un second rôle
- Troy Kotsur pour le rôle de Frank Rossi dans Coda
  - Ben Affleck pour le rôle de Charlie Maguire dans The Tender Bar
  - Bradley Cooper pour le rôle de Jon Peters dans Licorice Pizza
  - Jared Leto pour le rôle de Paolo Gucci dans House of Gucci
  - Kodi Smit-McPhee pour le rôle de Peter Gordon dans The Power of the Dog

#### Meilleure actrice dans un second rôle
- Ariana DeBose pour le rôle d'Anita dans West Side Story
  - Caitriona Balfe pour le rôle de Ma dans Belfast
  - Cate Blanchett pour le rôle du Dr. Lilith Ritter dans Nightmare Alley
  - Kirsten Dunst pour le rôle de Rose Gordon dans The Power of the Dog
  - Ruth Negga pour le rôle de Clare Bellew  dans Passing

#### Meilleure distribution
- Coda – Eugenio Derbez, Daniel Durant, Emilia Jones, Troy Kotsur, Marlee Matlin, et Ferdia Walsh-Peelo
  - Belfast – Caitriona Balfe, Judi Dench, Jamie Dornan, Jude Hill, Ciarán Hinds et Colin Morgan
  - Don't Look Up – Cate Blanchett, Timothée Chalamet, Leonardo DiCaprio, Ariana Grande, Jonah Hill, Jennifer Lawrence, Melanie Lynskey, Kid Cudi, Rob Morgan, Himesh Patel, Ron Perlman, Tyler Perry, Mark Rylance et Meryl Streep
  - House of Gucci – Adam Driver, Lady Gaga, Salma Hayek, Jack Huston, Jeremy Irons, Jared Leto et Al Pacino
  - La Méthode Williams (King Richard) – Jon Bernthal, Aunjanue Ellis, Tony Goldwyn, Saniyya Sidney, Demi Singleton et Will Smith

#### Meilleure équipe de cascadeurs
- No Time to Die
  - Black Widow
  - Dune
  - Matrix Resurrections
  - Shang-Chi et la Légende des Dix Anneaux

### Télévision

#### Meilleur acteur dans une série dramatique
- Lee Jung-jae pour le rôle de Seong Gi-hun dans Squid Game
  - Brian Cox pour le rôle de Logan Roy dans  Succession
  - Billy Crudup pour le rôle de Cory Ellison dans The Morning Show
  - Kieran Culkin pour le rôle de Roman Roy dans Succession
  - Jeremy Strong pour le rôle de Kendall Roy dans Succession

#### Meilleure actrice dans une série dramatique
- Jung Ho-yeon pour le rôle de Kang Sae-byeok dans Squid Game
  - Jennifer Aniston pour le rôle d'Alex Levy dans The Morning Show
  - Elisabeth Moss pour le rôle de June Osborne / Offred dans The Handmaid's Tale : La Servante écarlate (The Handmaid's Tale)
  - Sarah Snook pour le rôle de Siobhan "Shiv" Roy  dans Succession
  - Reese Witherspoon pour le rôle de Bradley Jackson dans The Morning Show

#### Meilleure distribution pour une série dramatique
- Succession
  - The Handmaid's Tale : La Servante écarlate
  - The Morning Show
  - Squid Game
  - Yellowstone

#### Meilleur acteur dans une série comique
- Jason Sudeikis pour le rôle de Ted Lasso dans Ted Lasso
  - Michael Douglas pour le rôle de Sandy Kominsky dans The Kominsky Method
  - Brett Goldstein pour le rôle de Roy Kent dans Ted Lasso
  - Steve Martin pour le rôle de Charles-Haden Savage dans Only Murders in the Building
  - Martin Short pour le rôle de Oliver Putnam dans Only Murders in the Building

#### Meilleure actrice dans une série comique
- Jean Smart pour le rôle de Deborah Vance dans Hacks
  - Elle Fanning pour le rôle de Catherine II dans The Great
  - Sandra Oh pour le rôle de Ji-Yoon Kim dans Directrice
  - Juno Temple pour le rôle de Keeley Jones dans Ted Lasso
  - Hannah Waddingham pour le rôle de Rebecca Welton dans Ted Lasso

#### Meilleure distribution pour une série comique
- Ted Lasso
  - The Great
  - Hacks
  - The Kominsky Method
  - Only Murders in the Building

#### Meilleur acteur dans une mini-série ou un téléfilm
- Michael Keaton pour le rôle du Dr Samuel Finnix dans Dopesick
  - Murray Bartlett pour le rôle de Armond dans The White Lotus
  - Oscar Isaac pour le rôle de Jonathan Levy dans Scenes from a Marriage
  - Ewan McGregor pour le rôle de Halston dans Halston
  - Evan Peters pour le rôle de Colin Zabel  dans Mare of Easttown

#### Meilleure actrice dans une mini-série ou un téléfilm
- Kate Winslet pour le rôle de Marianne "Mare" Sheehan dans Mare of Easttown
  - Jennifer Coolidge pour le rôle de Tanya McQuoid dans The White Lotus
  - Cynthia Erivo pour le rôle d'Aretha Franklin dans Genius : Aretha
  - Margaret Qualley pour le rôle d'Alex dans Maid
  - Jean Smart pour le rôle de Helen Fahey dans Mare of Easttown

#### Meilleure équipe de cascadeurs dans une série télévisée
- Squid Game
  - Cobra Kai
  - The Falcon and the Winter Soldier
  - Loki
  - Mare of Easttown